# Уайкс, Томас
Томас Уайкс, или Вайкс, он же Томас Оснийский (англ. Thomas Wykes, лат. Thomas Wiccius, или Thomas de Oseneia; 11 марта 1222 — 1291 или 1299) — английский хронист, монах-августинец, каноник аббатства Осни близ Оксфорда, автор «Хроники» (лат. Chronicon), или «Анналов Британии» (лат. Annales de Gestis Britonum).

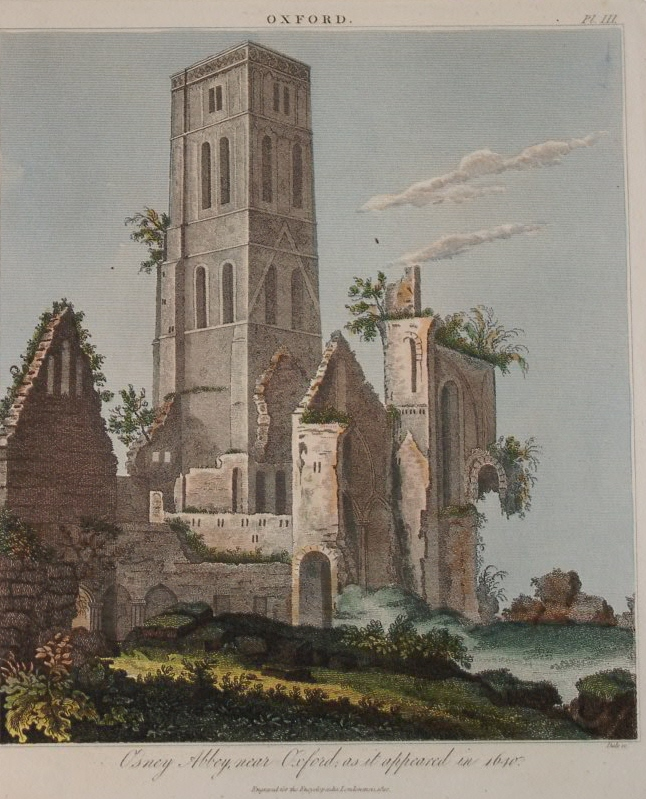
Руины аббатства в Осни близ Оксфорда. Литография с гравюры 1640 г.

## Биография
Биографические сведения довольно скудны, семья его предположительно происходила из Эссекса или Суффолка. Родился он 11 марта 1222 года, возможно, в Уайк-Хэмоне, неподалёку от Саут-Бакс и Стоуни-Страдфорда в Бакингемшире, или же в Уайке близ Брадфорда в Западном Йоркшире.
Между 1238—1246 годами, возможно, учился в Оксфорде. В 1258 году был рукоположен в священники. Его отождествление с Томасом Уайком, священником, вступившем не позже 1249 года в орден францисканцев, является предметом дискуссий. В своей хронике он упоминает однофамильцев и вероятных родственников, в том числе Роберта Уайкса (ум. 1246), Эдит Уайк (ум. 1269) и Джона Уайкса (ум. после 1283).
В 1270-х годах он служил ректором в приходе Кайстор-Сент-Эдмунд близ Нориджа в Норфолке, а 14 апреля 1282 года назначен был регулярным каноником августинского аббатства Осни в Оксфордшире. Согласно исследованиям его издателя историка-медиевиста Генри Ричардса Луарда, в 1285 году он стал монастырским летописцем, и составлял собственную хронику до 1289 года, а затем, вплоть до самой своей смерти в 1291 или 1299 году, трудился над монастырскими анналами.

## Сочинения
«Хроника» Томаса Уайкса (лат. Chronicon Vulgo Dictum Chronicon Thomae Wykes) составлена на латыни, охватывает события английской истории с 1066 по 1289 год, и в ранней своей части основана на «Оснийской хронике» (лат. Osney Chronicle), а также сочинениях Уильяма Мальмсберийского, Роберта из Ториньи, Генриха Хантингдонского, Уильяма Ньюбургского и Матвея Парижского. Оригинальные сообщения начинаются с 1258 года и частично основаны на личных впечатлениях или рассказах современников. После 1278 года изложение событий снова становится неоригинальным и практически идентично летописи аббатства Осни.
Наибольший интерес представляет описание Уайксом второй войны баронов с Генрихом III, в частности, сражений при Льюисе (1264), при Ившеме (1265), при Честерфилде (1266) и последующих событий, применительно к которым его свидетельства считаются авторитетными. В отличие от другого известного летописца этого конфликта, бенедиктинца из Сент-Олбанса Уильяма Ришангера, он трактует события баронского мятежа с роялистских позиций, резко осуждая политику вождя повстанцев графа Симона де Монфора, но критикуя при этом за нерешительность и короля Генриха. Намного меньшее значение для историков имеют разделы хроники, посвящённые первым годам правления короля Эдуарда I.
Хроника Уайкса сохранилась в трёх рукописях, относящихся к XIV веку: одной из библиотеки Колледжа Христа Кембриджского университета (MS 59) и двух из собрания Коттона Британской библиотеки (Cottonian MS Titus A. 14 и Tiberius A. IX).
Впервые хроника была напечатана в 1687 году в Оксфорде антикварием Томасом Гейлом в сборнике «Пять писателей истории Англии» (лат. Historiæ Anglicanæ Scriptores Quinque), вместе с продолжением до 1304 года. Комментированное научное издание хроники, вместе с другими монастырскими летописями, в том числе анналами Осни, выпущено было в 1869 году в Лондоне Генри Ричардсом Луардом в серии Rolls Series.
Ему также приписывается поэма, восхваляющая юного Эдуарда I (лат. Versus secundum Thomam de Wyka compositi de domino Edwardo Angliæ rege), опубликованная в 1839 году Томасом Райтом в «Политических песнях Англии со времён Иоанна Безземельного до Эдуарда II» (англ. The Political Songs of England: From the Reign of John to that of Edward II) для Общества Кэмдена, по манускрипту конца XIII века из собрания Коттона Британской библиотеки (Vespasian MS B. xiii. f. 130).

## Публикации
- Annales Monasterii de Oseneia (AD 1016—1347), Chronico vulgo dictum Chronicon Thomae Wykes (AD 1066—1289), Annales Prioratus de Wigornia (AD 1—1377) // Annales Monastici. Ed. by Henry Richards Luard. — Volume 4. — London: Longmans, Green, Reader and Dyer, 1869. — 4, lxxxiii, 567, 30 p.
- Annales Monasterii de Oseneia (AD 1016—1347), Chronico vulgo dictum Chronicon Thomae Wykes (AD 1066—1289), Annales Prioratus de Wigornia (AD 1—1377) // Annales Monastici. Ed. by Henry Richards Luard. — Volume 4. — Cambridge University Press, 2012. — ISBN 978-1139168854 (репринтное издание).